# Batalla de Najaf (2004)
La batalla de Najaf es va lliurar entre les forces dels Estats Units i l'Iraqi d'un costat i l'Exèrcit del Mahdi dirigit per Muqtada al-Sadr de l'altre a la ciutat iraquiana de Najaf l'agost de 2004.

## Antecedents
El 31 de juliol de 2004, l'11a Unitat Expedicionària de Marines, sota la Divisió Multinacional Centre-Sud (MND-CS) liderada per Polònia, va assumir el control operatiu de les províncies d'An Najaf i Al-Qadisiyyah de la Task Force Dragon, que estava composta per elements de la 1a Divisió d'Infanteria. La Task Force Dragon havia rellevat abans (juny de 2004) el 2n Regiment de Cavalleria Blindada que s'havia ampliat dues vegades a l'Iraq. Un escamot de la 66a companyia de la Policia Militar havia estat a Najaf des del març i era una de les úniques unitats estatunidenques a Najaf abans d'aquest moment. L'escamot treballava amb la policia iraquiana per reconstruir i entrenar la força policial en aquesta zona i va estar assetjada juntament amb soldats de l'exèrcit d'El Salvador fins que va arribar el 2n Regiment de Cavalleria Blindada.
El MEU i l'exèrcit del Mahdi van intercanviar foc per primera vegada el 2 d'agost. Una patrulla de l'Equip Combinat Anti-Armor (CAAT) Alpha, Companyia d'Armes, 1r Batalló, 4t Marines (1/4) es va apropar a una clínica de maternitat situada directament a l'altra banda del carrer de la casa de Muqtada al-Sadr als afores de la ciutat. La clínica es trobava en una zona autoritzada per a la presència dels Estats Units en virtut d'un acord d'alto el foc de juny negociat entre les forces de la coalició i Muqtada Sadr pel governador de Najaf, altres líders cívics locals i el Bayt al-Shia (el consell informal de clergues xiïtes majors). Els marines van informar més de 70 enemics morts després de gairebé una hora de lluita. L'exèrcit del Mahdi va mantenir un aprovisionament constant d'homes i armes sortint del cementiri de Wadi-us-Salaam. CAAT Alpha s'enfrontava a morters, RPG (Rocket Propelled Grenades) i armes petites amb un marine ferit fins que la unitat es va quedar sense munició. La Bravo Company de 1/4 va ser enviada en camions de 7 tones per proporcionar foc de cobertura per CAAT Alpha. Ambdós bàndols es retiraren als seus respectius reductes poc després.
Akram al-Kaabi, el fundador i líder de Harakat Hezbol·là al-Nujaba, va dir que l'Exèrcit dels guàrdies de la revolució islàmica i el Hezbol·là libanès van ajudar les forces militants de l'Exèrcit Mahdi en aquesta batalla. Va dir que els oficials de l'EGRI i Hezbol·là estaven presents sobre el terreny i van ajudar durant la batalla.

## Batalla
El major conflicte va començar el 5 d'agost, quan l'exèrcit del Mahdi (MA) va atacar una comissaria de la policia iraquiana a la 1 del matí. El seu primer atac va ser repel·lit, però el MA es va reagrupar i va tornar a atacar a les 3 del matí. Poc després, una força de reacció ràpida (QRF) de la Unitat Expedicionària Marina (B 1/4) va ser enviada a petició del governador d'An Najaf. Al voltant de les 11 del matí, el QRF va rebre un gran foc de metralladores i morter de l'exèrcit del Mahdi dins del Wadi-us-Salaam, el cementiri més gran del Món islàmic aproximadament 7 milles quadrades. Al llarg dels segles, el cementiri s'ha estructurat en capes, donant lloc a grans tombes subterrànies, túnels i monuments de superfície, molts d'ells arribant a dos pisos d'alçada. Els marines d'1/4 van lluitar per aquest terreny inhòspit i sota ell en alguns dels primers combats de túnels vists des del Vietnam.
Un helicòpter de la Marina dels Estats Units UH-1N va ser abatut per foc d'armes curtes el segon dia de combat mentre realitzava una missió de suport aeri proper sobre posicions enemigues, la tripulació va sobreviure. Quatre militars estatunidencs va morir durant les dures batalles de carrer lliurades entre l'exèrcit del Mahdi i les forces iraquianes, fins que la MEU es va retirar temporalment el 7 d'agost.
Durant els combats, mitja dotzena de tancs Abrams i vehicles de combat Bradley van ser danyats o inhabilitats pel foc insurgent de RPG als carrers estrets.

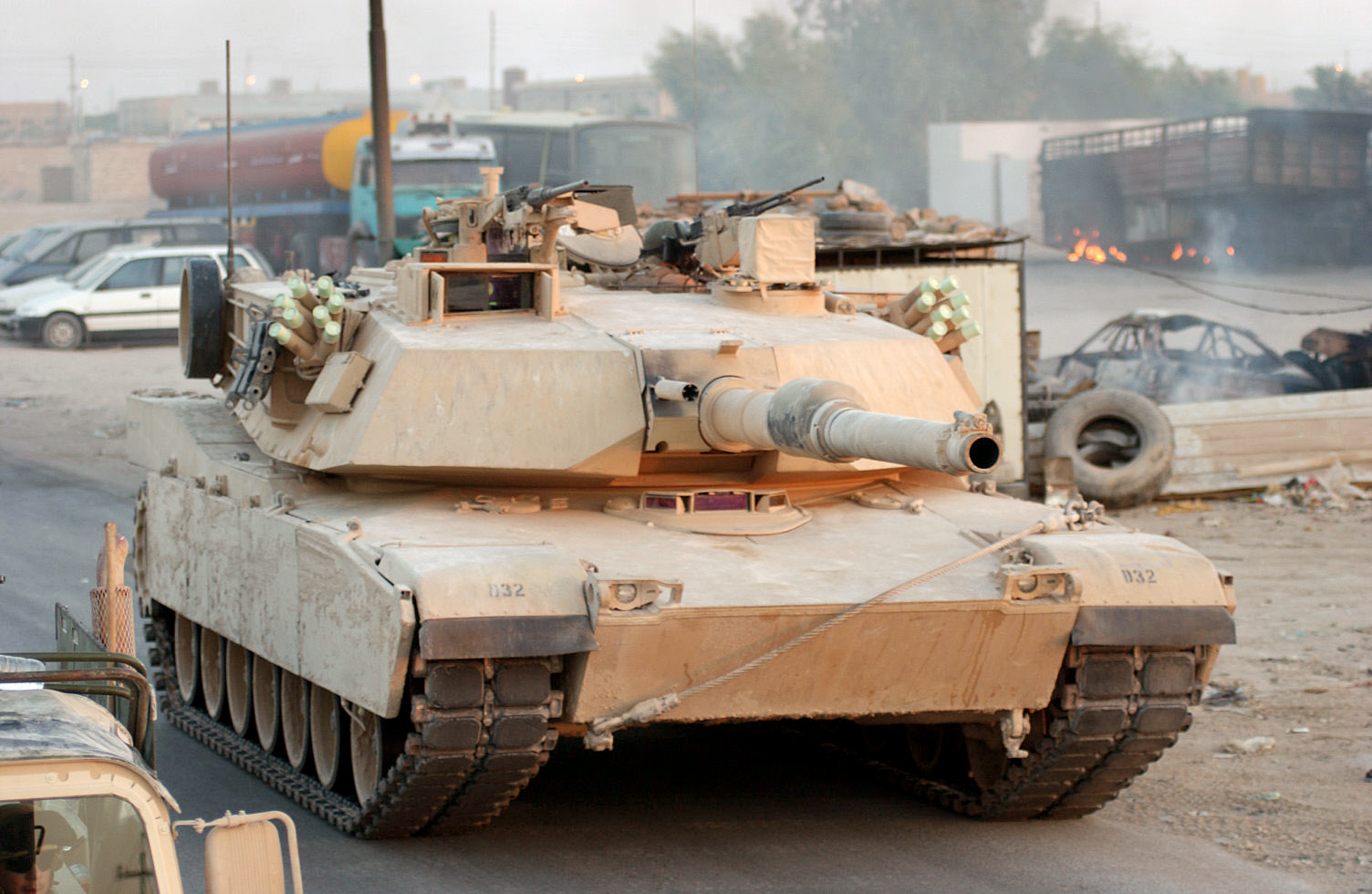
Un tanc M1 Abrams del Cos de Marines dels Estats Units durant una incursió als punts forts de la milícia de Muqtada a Najaf el 12 d'agost

Els combats van començar al centre de la ciutat i després van passar pel cementiri. Després de diversos dies, la lluita es va traslladar als voltants de la mesquita de l'Imam Ali quan l'exèrcit del Mahdi es va refugiar allà. Marines de B Co. 1 -4 va encerclar el complex després de lluitar per la Ciutat Vella i va començar un setge. L'exèrcit del Mahdi va utilitzar grans hotels amb vistes al cementiri com a posicions de metralladores. Els marines d'Alpha i Bravo Co. 1-4 van fer diversos assalts a aquests hotels. Després d'una dura lluita cos a cos i habitació a habitació, els hotels van ser assegurats, rellevant elements de Charlie Co. que van quedar atrapats al cementiri. No hi havia, però, prou marines per aguantar correctament els hotels i es van consolidar en dos adjacents. Els combats van danyar dos dels minarets de la mesquita, un dels més sagrats de tots els santuaris xiïtes. (Tot i que els edificis veïns van patir danys considerables, la mateixa mesquita només va patir danys superficials per bales perdudes i metralla).
El 23 d'agost, almenys 15 explosions, moltes de les quals sonaven com a obusos d'artilleria, van sacsejar la zona, mentre la metralla va caure al pati de la mesquita amb cúpula daurada i els trets van ressonar pels carrerons. El 26 d'agost de 2004, dos F-16 que volaven de Balad van llançar quatre JDAM de 2000 lliures (Joint Direct Attack Munitions) a dos hotels prop del santuari que estaven sent utilitzats pels insurgents. L'èxit de l'atac aeri va donar un cop devastador a Sadr i va portar a un acord precipitat amb el Gran Ayatollah Sistani l'endemà al matí, que va permetre a Al-Sadr i les restes de la seva milícia abandonar Najaf. Aquest arranjament era favorable als estatunidencs perquè els alleujava de la necessitat d'entrar a la mesquita de l'imam Ali. Els marines de l'1-4 s'alineaven al carrer mirant l'exèrcit Mahdi de Sadr deixant la mesquita.

## Conseqüències
La batalla va acabar el 27 d'agost de 2004 amb un alto el foc negociat: els combatents de l'exèrcit del Mahdi van abandonar el santuari de l'imam Ali entre la multitud de pelegrins i cap d'ells va ser detingut; La policia iraquiana va prendre el control de la seguretat a la ciutat. Van continuar combats esporàdics durant uns mesos. Alguns combatents MA de Najaf van anar a la Ciutat de Sadr a Bagdad, on també hi havia hagut combats intensos, per ajudar l'exèrcit del Mahdi en les seves activitats guerrilleres contra les forces iraquianes i del Nou Exèrcit iraquià. A finals de setembre es va arribar a un acord final entre els Estats Units i Muqtada al-Sadr i els combats van cessar a principis d'octubre. Els combats es van estendre a la província de Najaf i van durar uns quants mesos més abans d'acabar finalment, Najaf va romandre com a caserna general principal d'Al-Sadr durant la resta de la insurrecció.